# Leon Jessen
Leon Jessen (Brande, 11 de junio de 1986) es un exfutbolista danés que jugaba como defensa o mediocampista.

## Clubes
| Club                         | País      | Año       |
| ---------------------------- | --------- | --------- |
| F. C. Midtjylland            | Dinamarca | 2005-2010 |
| 1. F. C. Kaiserslautern      | Alemania  | 2010-2015 |
| F. C. Ingolstadt 04 (cedido) | Alemania  | 2013-2015 |
| Esbjerg fB                   | Dinamarca | 2015-2016 |